# Бей-Гед (Нью-Джерсі)
Бей-Гед (англ. Bay Head) — місто (англ. borough) в США, в окрузі Оушен штату Нью-Джерсі. Населення — 930 осіб (2020).

## Географія
Бей-Гед розташований за координатами 40°4′13″ пн. ш. 74°2′53″ зх. д. / 40.07028° пн. ш. 74.04806° зх. д. (40.070315, -74.048162).  За даними Бюро перепису населення США в 2010 році місто мало площу 1,81 км², з яких 1,51 км² — суходіл та 0,31 км² — водойми.

### Клімат
| Клімат : Бей-Гед        | Клімат : Бей-Гед | Клімат : Бей-Гед | Клімат : Бей-Гед | Клімат : Бей-Гед | Клімат : Бей-Гед | Клімат : Бей-Гед | Клімат : Бей-Гед | Клімат : Бей-Гед | Клімат : Бей-Гед | Клімат : Бей-Гед | Клімат : Бей-Гед | Клімат : Бей-Гед | Клімат : Бей-Гед |
| Показник                | Січ.             | Лют.             | Бер.             | Квіт.            | Трав.            | Черв.            | Лип.             | Серп.            | Вер.             | Жовт.            | Лист.            | Груд.            | Рік              |
| Середній максимум, °C   | 4,5              | 5,9              | 9,7              | 14,9             | 20,3             | 25,5             | 28,4             | 27,8             | 24,4             | 18,6             | 12,9             | 7,3              | 16,7             |
| Середня температура, °C | 0,3              | 1,4              | 4,9              | 10,2             | 15,5             | 20,8             | 23,8             | 23,2             | 19,6             | 13,4             | 8,3              | 2,9              | 12,1             |
| Середній мінімум, °C    | −4               | −3,1             | 0,3              | 5,4              | 10,7             | 16,1             | 19,2             | 18,7             | 14,7             | 8,3              | 3,7              | −1,4             | 7,4              |
| Норма опадів, мм        | 93               | 79               | 106              | 101              | 89               | 93               | 119              | 113              | 88               | 95               | 101              | 102              | 1179             |
| Вологість повітря, %    | 64.9             | 62.2             | 60.5             | 62.3             | 66.0             | 70.5             | 69.6             | 71.5             | 71.3             | 69.6             | 68.0             | 66.3             | 66.9             |
| ----------------------- | ---------------- | ---------------- | ---------------- | ---------------- | ---------------- | ---------------- | ---------------- | ---------------- | ---------------- | ---------------- | ---------------- | ---------------- | ---------------- |
| Джерело: PRISM          |                  |                  |                  |                  |                  |                  |                  |                  |                  |                  |                  |                  |                  |

## Демографія
Згідно з переписом 2010 року, у селищі мешкало 968 осіб у 459 домогосподарствах у складі 270 родин. Було 1023 помешкання
Расовий склад населення:
| - 98,6 % — білих - 0,7 % — азіатів - 0,5 % — чорних або афроамериканців |

До двох чи більше рас належало 0,2 %. Частка іспаномовних становила 1,0 % від усіх жителів.
За віковим діапазоном населення розподілялося таким чином: 15,5 % — особи молодші 18 років, 50,1 % — особи у віці 18—64 років, 34,4 % — особи у віці 65 років та старші. Медіана віку мешканця становила 57,2 року. На 100 осіб жіночої статі у селищі припадало 90,2 чоловіків;  на 100 жінок у віці від 18 років та старших — 86,3 чоловіків також старших 18 років.
Середній дохід на одне домашнє господарство  становив 140 905 доларів США (медіана — 108 542), а середній дохід на одну сім'ю — 178 085 доларів (медіана — 131 806). За межею бідності перебувало 8,5 % осіб, у тому числі 12,4 % дітей у віці до 18 років та 4,4 % осіб у віці 65 років та старших.
Цивільне працевлаштоване населення становило 416 осіб. Основні галузі зайнятості: науковці, спеціалісти, менеджери — 22,8 %, освіта, охорона здоров'я та соціальна допомога — 19,2 %, фінанси, страхування та нерухомість — 17,1 %.